# Тензея
Тензея — река в России, протекает по территории Лодейнопольского городского и Янегского сельского поселений Лодейнопольского района Ленинградской области. Длина реки — 16 км.

## Общие сведения
Тензея течёт преимущественно в юго-восточном направлении по заболоченной местности.
В общей сложности имеет три малых притока суммарной длиной 4,0 км.
Впадает на высоте 5 м над уровнем моря в реку Свирь.
В нижнем течении Тензея пересекает сначала линию железной дороги Янисъярви — Лодейное Поле, затем трассу Р21 («Кола»).
Населённые пункты на реке отсутствуют.
Код объекта в государственном водном реестре — 01040100812202000012802.